# Léger-Marie Deschamps
Léger Marie Deschamps, conhecido sob seu nome beneditino de Dom Deschamps, (Rennes, 10 de janeiro de 1716 — Montreuil-Bellay, 19 de abril de 1774) foi um filósofo, metafísico e utopista francês.
Desconhecido em seu tempo - não publicou mais que dois opúsculos polêmicos e anônimos, as Lettres sur l'esprit du siècle (Cartas sobre o espírito do século) em 1769 e a Voix de la Raison contre la raison du temps (Voz da razão contra a razão do tempo) em 1770 — ele teve, graças à proteção de Marc-René de Voyer de Paulmy d'Argenson (1722-1787), o marquês de Voyer, relações epistolares com Rousseau, Helvétius, d'Alembert, Diderot, Voltaire, os quais pelas mais diversas razões, rejeitaram as consequências sociais e morais de seu sistema, ou como Voltaire e d'Alembert, que também rejeitaram sua especulação metafísica. Em função disso, o pensamento de Dom Deschamps é considerado à margem do contexto iluminista de seu tempo. 
O Vrai système (Sistema Verdadeiro), copiado por um de seus discípulos, foi em parte redescoberto na biblioteca de Poitiers em 1862, por um professor da Faculdade de Letras dessa cidade, de nome Émile Beaussire, que viu no autor dos manuscritos um precursor ou um "antecedente" francês de Hegel. Essa primeira redescoberta teve importantes repercussões na Alemanha, na Polônia, na Rússia e sobretudo na Itália. Uma segunda redescoberta, em função do bicentenário de sua morte, em 1974, permitiu que as obras filosóficas de Deschamps fossem finalmente editadas na França, em 1993, após um longo trabalho sobre os manuscritos encontrados até então. Sua correspondência foi publicada em 2006.

## A Utopia de Deschamps
As ideias utópicas de Dom Deschamps consistem na existência de três estados: o "estado de natureza", ocorrido em tempos imemoriais, quando os homens viviam em agrupamentos primitivos, sem leis ou propriedade. A história conhecida da humanidade se passa no "estado das leis", no qual vivemos desde então, fonte dos males e dos problemas. Dom Deschamps propunha então a passagem ao "estado dos costumes", no qual as coisas regrediriam ao estado comunal, as relações comerciais seriam apenas locais e realizadas sem lucro e sem perda, tudo seria comum; o amor, livre, as cidades seriam abandonadas por aldeias, todos falariam a mesma língua, simplificada e depurada do vocabulário técnico e todos não teriam a menor ociosidade. Sem marcação do tempo, a memória se perderia e todos viveriam em paz até a morte, "a noite de um longo dia".